# جان نش (نقاش)
جان نش (انگلیسی: John Nash; ۱۱ آوریل ۱۸۹۳ – ۲۳ سپتامبر ۱۹۷۷) نقاش منظره‌پرداز، حکاک چوب و تصویرگر اهل بریتانیا بود. او برادر پل نش بود.